# Tenochtitlan
Tenochtitlan ([tɛ.nɔtɕ.tɪ.tɬaːn]; Spaans: Tenochtitlán) was een Azteekse altepetl (stadstaat) en de hoofdstad van de Azteekse Driebond. De stad werd in 1325 gesticht op een eiland in het Texcocomeer in het tegenwoordige Mexico. Aan het begin van de 16e eeuw was Tenochtitlan met zo'n 200.000 inwoners een van de grootste steden ter wereld. De stad werd in 1521 door een leger van Spanjaarden en inheemse soldaten onder leiding van Hernan Cortés veroverd en grotendeels verwoest. Op de ruïnes werd de Mexicaanse hoofdstad Mexico-Stad gesticht. De Spaanse verovering van heel Mexico kostte door oorlog en ziekte ten minste 18 miljoen inwoners het leven.

## Etymologie
De naam Tenochtitlán komt uit het Nahuatl. Het is een samenstelling van de woorden tetl (rots), nochtli (vijgcactus) en tlan (suffix voor een locatie). Het zou ook 'stad van Tenoch' kunnen betekenen, naar de priester, die volgens de legende de stad in 1325 stichtte.

## Geschiedenis

### Stichting

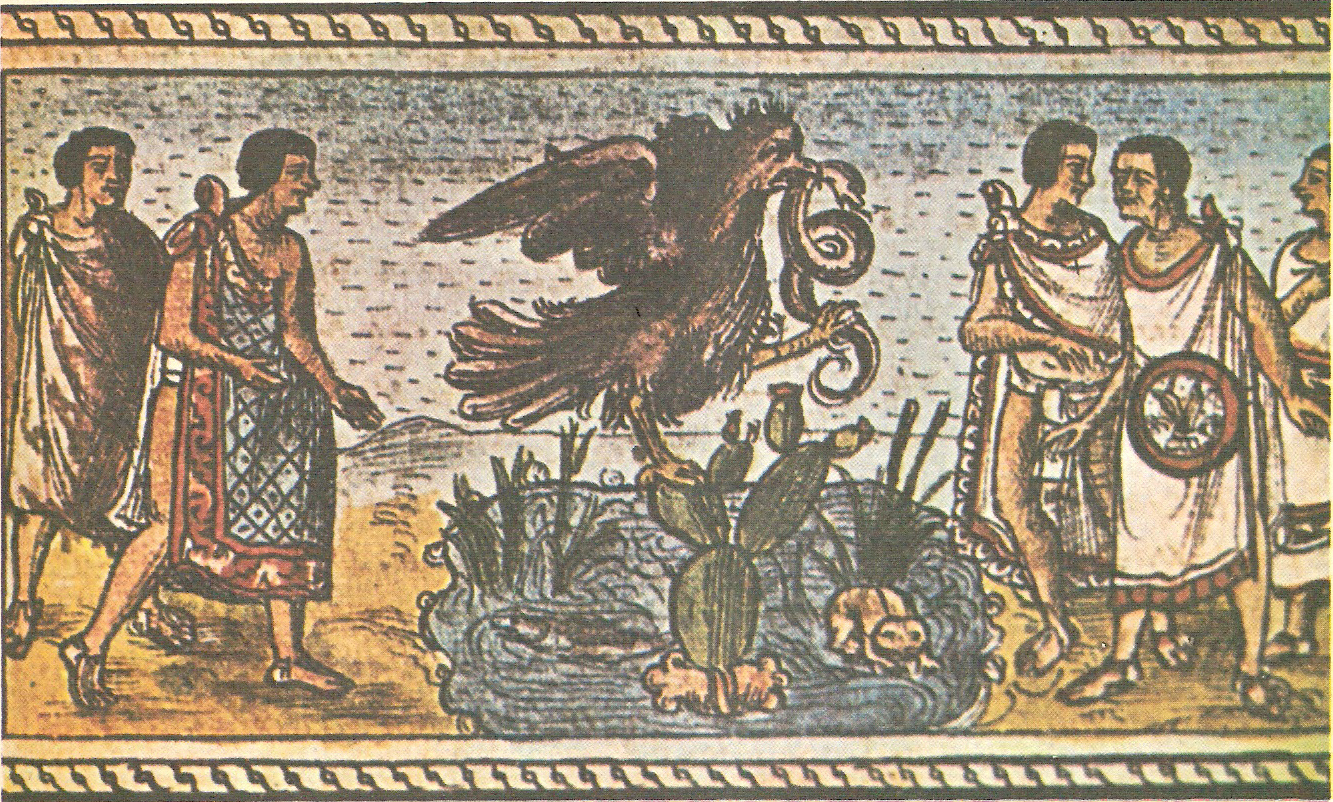
Afbeelding van de oorsprongslegende van Tenochtitlan.

Volgens de Azteekse legende werd Tenochtitlan gesticht door de Mexica, een Indiaanse stam oorspronkelijk uit de mythische grotten van Aztlan in Noord-Mexico. De naam Azteken betekent letterlijk mensen uit Aztlan. De Azteken zouden volgens de overlevering in het jaar '1 Flint' (1116 of 1168) op zoek zijn gegaan naar een nieuwe woonplek in de vallei van Mexico, toen ze wegens zware droogte Aztlan (plaats van witheid) of Aztatlan (plaats van zilverreigers), een eiland in een meer, moesten verlaten. De Azteken werden begeleid door een idool van de god Huitzilopochtli.
De nomadische groep Mexica voegde zich bij de Azteken en de god Huitzilopochtli overreedde zijn volk hun naam, levenswijze en wapen (pijl en boog) over te nemen. Ze zwierven twintig jaar lang. Ze gingen naar Colhuacan (gewelfde berg), waarvan de heerser Achitometl hen toestond zich in de buurt te vestigen. De Mexica trouwden met vrouwen van Colhuacan en Achitometl schonk zijn eigen dochter aan een Mexica-leider, die haar echter aan Huitzilopochtli offerde. De Mexica vluchtten toen voor Achitometls leger naar de moeraslanden ten westen van het Texcoco-meer. De nieuwe woonplek werd Cuauhmixtitlán.
In de vallei waren de meest vruchtbare gebieden bezet door andere stammen. Volgens een profetie moesten de Mexica zich vestigen op de plaats waar zij een arend op een grote nopalcactus zagen vechten met een vogel met glanzende veren of een slang in zijn klauwen. Deze scène is ook afgebeeld op het wapenschild van Mexico. De grote en mooie nopalcactus was gegroeid, zo verklaarde de god Huitzilopochtli in visioenen aan de priesters, uit 'het geofferde hart van zijn neefje dat op een steen was gevallen'. De grote adelaar nestelde zich in de cactus en doodde en at kleurrijke vogels.
Er bestaan oude Azteekse codices, die over de geschiedenis van Tenochtitlán gaan. Het eerste deel van de Codex Mendoza gaat over de geschiedenis van de stad tot aan de Spaanse verovering. In 1325 zou de profetie zijn uitgekomen en de stad werd door de priester Tenoch op een moerassig eiland in het Texcocomeer gesticht en door zijn opvolger Acamapichtli hernoemd in Tenochtitlán (stad van Tenoch).
In 1358 werd ten noorden van Tenochtitlan de stad Tlatelolco gesticht, dat zich politiek verbond met Tenochtitlan maar toch een zekere zelfstandigheid wist te bewaren.

### Ontwikkeling
Dat moerassige gebied behoorde toe aan Tezozomoc, de koning van Azcapotzalco, de stad van de Tepaneken. In de beginjaren was Tenochtitlan slechts een huttendorp en moesten ze belasting betalen aan de Tepaneekse stad Azcapotzalco. De Mexica bleven hier als vazallen tot ze in 1428 onder hun leider Izcoatl de Tepaneken versloegen. Onder leiding van hueyi tlahtoani Itzcoatl (1428-1440) verwierf de stad haar onafhankelijkheid van de Tepaneken, en onder zijn opvolger Motecuhzoma I (1440-1469) werd een bondgenootschap gesloten met de steden Texcoco en Tlacopan. Tenochtitlan werd de hoofdstad van deze Azteekse Driebond, dat ook wel het Azteekse Rijk wordt genoemd. De belastingen die uit de onderworpen provincies binnenkwamen werden in een verhouding 5:3:1 verdeeld.
De stad kwam in 194 jaar tot bloei (de Spanjaarden arriveerden in 1519) en werd, op haar hoogtepunt onder de laatste Azteekse heerser Montezuma II, door de Spanjaarden in 1521 verwoest.

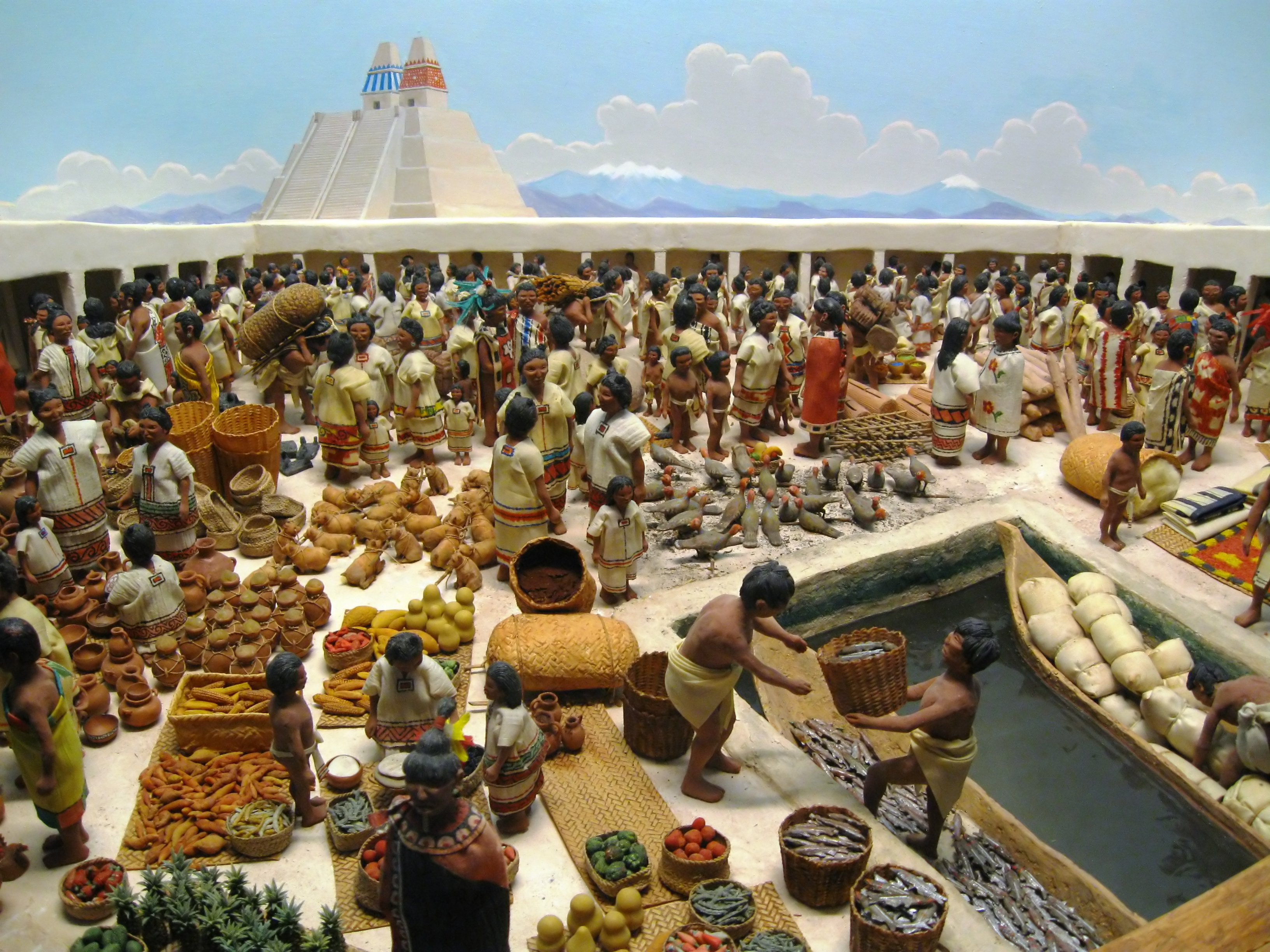
Een model van de markt van Tlatelolco.

Na de verovering van buurstad Tlatelolco in 1474 werd Tenochtitlan dé economische grootmacht van de Vallei van Mexico. De markt van Tlatelolco werd dagelijks door zo'n 60.000 mensen bezocht.

### Verovering
In de Historias de los Indios (1579) van de Spaanse kroniekschrijver Diego de Durán wordt geïllustreerd, dat de Azteekse keizer het einde van zijn heerschappij al zag aangekondigd door de verschijning van een komeet. Er waren onheilspellende voortekenen in de vorm van vreemde astronomische verschijnselen.
Op 8 november 1519 arriveerde de Spaanse conquistador kapitein Hernando Cortés in Tenochtitlan. 'De Europese indringers werden met veel eerbied in Tenochtitlán ontvangen.'
De Spanjaarden beseften wat er aan de hand was en maakten 'op sluwe en wrede wijze gebruik van Montezuma's argeloosheid en verpletterden in enkele bloedige gevechten het laatste rijk van het precolumbiaanse Midden-Amerika.' Spoedig pleegde Cortés een staatsgreep, waarbij hueyi tlahtoani Motecuhzoma II op valse wijze vermoord werd. Cortés werd gedwongen te vluchten en keerde terug met een leger van 700 Spanjaarden en 70.000 geallieerde inheemse soldaten, voornamelijk Tlaxcalteken, waarop Tenochtitlan werd belegerd. Het aquaduct werd vernietigd en de stad werd gedecimeerd door de pokkenepidemie die de Spanjaarden hadden meegebracht. De opvolger van Montezuma overleed aan pokken, de laatste heerser moest zich in 1521 overgeven. In augustus 1521 werd de schitterende stad Tenochtitlan door Cortés veroverd en op 13 augustus met de grond gelijk gemaakt. De monumenten werden tot op de fundamenten vernietigd om plaats te maken voor nieuwbouw in koloniale stijl.
Binnen enkele jaren was de Azteekse beschaving genadeloos afgeslacht. 'Van de 20 tot 25 miljoen inwoners van Mexico, overleefde slechts één op de tien het drama. De bevolking werd uitgeroeid door oorlogen en ziekte.' 18 tot 22,5 miljoen bewoners van Mexico vonden door de Spaanse verovering de dood. Het gebied van Tenochtitlán werd in 1521 door het 'hof van Castilië' geannexeerd, het hele land kwam onder Spaans bewind en de kolonie werd 'Nieuw-Spanje' genoemd. 'De laatste buitenpost van de Midden-Amerikaanse culturen, de Quiché-Maya van Yucatán' gaf zich in 1546 over.
Op de ruïnes van Tenochtitlan werd Mexico-Stad gebouwd, dat de hoofdstad van Nieuw-Spanje werd. Dat een aantal gebouwen, die toen werden gebouwd, inmiddels met een trapje naar beneden moet worden betreden heeft te maken met het inklinken van de drassige bodem waarop de Spanjaarden de stenen gebouwen plaatsten.

## Indeling

### Dammen, wijken, aquaduct en kanalen

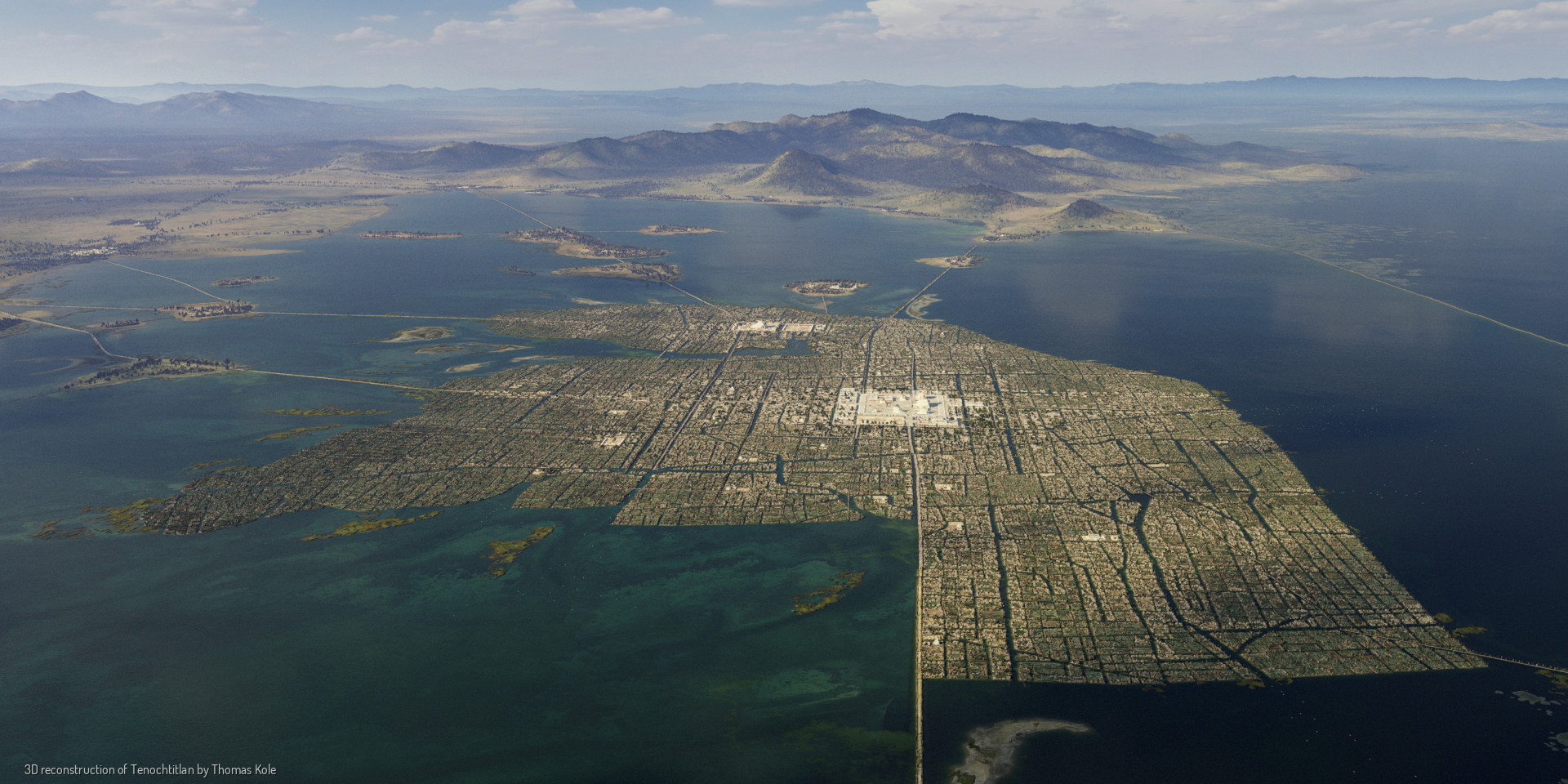
Digitale afbeelding van Tenochtitlan in 3D door Thomas Kole

Tenochtitlan was via drie dammen verbonden met het vasteland: de Tepeyacdam, Tlacopandam en Ixtapalapadam. Tenochtitlán en haar tweelingstad Tlatelolco konden via drie toegangspoorten of per kano worden bereikt. De stad 'was in vier kwartieren verdeeld, met de heilige wijk in het midden - precies volgens het Azteekse kosmogonische concept van het heelal.' Buurten heetten calpulli. Vers water stroomde van de heuvel Chapultepec naar de stad middels een aquaduct. De stad werd net als Venetië doorsneden door talloze kanalen.

### Het grote, heilige plein

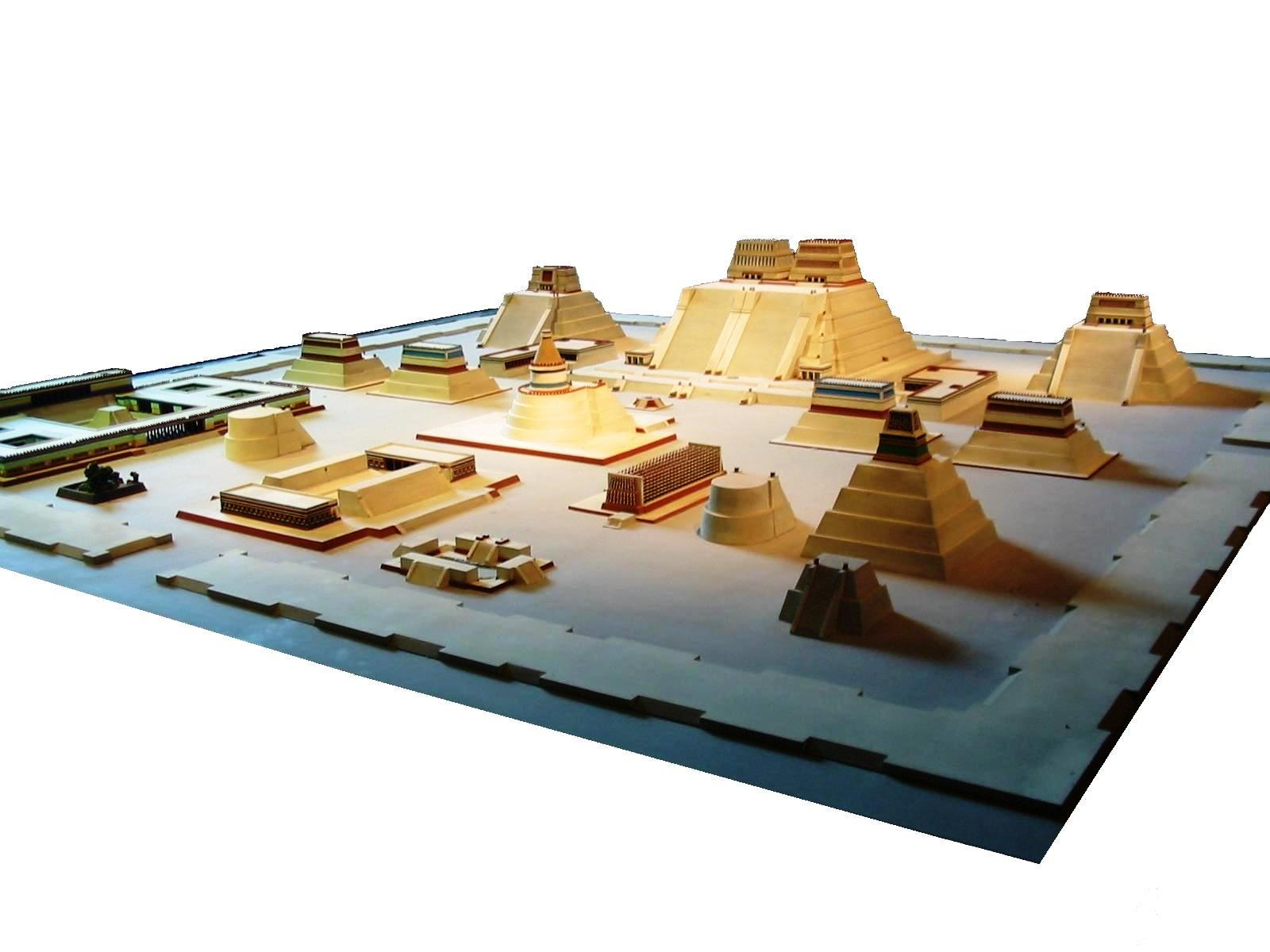
Model van het ceremoniële centrum van Tenochtitlan, met midden achterin de Templo Mayor met de heiligdommen van Huitzilopochtli (zonnegod) en Tlaloc (regengod). Links er van een 'onbekende tempel', rechts de Tempel van Tezcatlipoca. Voor de Templo Mayor de Tempel van Quetzalcóatl (gevederde slang) en dáárvoor het Balspeelveld. Rechts op de voorgrond de Tempel van Xipe Totec, 'onze gevilde heer'. Geheel links het Woonverblijf van de priesters.

Volgens kapitein generaal Hernán Cortés waren er op het heilige plein '40 erg grote en goed gebouwde torens', volgens de franciscaanse broeder Toribio de Benavente 12 tot 15 teocalli (piramiden) en de kroniekschrijver Gonzalo Fernández de Oviedo herinnerde zich meer dan 60 cus (verschillende typen religieuze gebouwen). De dominicaanse broeder Diego Durán noemde 8 tot 9 groepen tempelgebouwen en volgens de franciscaanse broeder Bernardino de Sahagún waren er 78 gebouwen met een variërende grootte en functie.
Volgens Cortéz paste op het grote plein een heel dorp voor 500 Spanjaarden en de historicus Francisco López de Gómara beweerde dat er voortdurend 5000 mensen waren. Acosta vertelt dat er op heilige dagen 8000 tot 10.000 mensen samenkwamen om te dansen.
Het grote plein dat bestond uit een platform, was in Montezuma's tijd 340 meter breed van noord naar zuid en 360 meter lang van oost naar west. Er waren drie of vier toegangspoorten tot het plein. De binnenruimte mat meer dan 12 hectare. Er stonden verschillende gebouwen en structuren, afgescheiden met eigen pleinen of kleinere hoven:
- teocalli (piramiden van verschillende grootte, altijd gekroond met kapellen), zoals de
  - Grote Tempel (Templo Mayor), in het oosten met de façade op het westen gericht, en in de buurt de tempels van:
    - Quetzalcoatl, een ronde tempel, gewijd aan de windgod Ehecatl, een aspect van Quetzalcoatl, met een trap van 60 treden. De beschilderde ingang zou zijn gebouwd als de mond van een slang. Het fundament van deze tempel is gevonden onder het Hotel Catedral.
    - Tezcatlipoca, volgens de jezuïetenpriester Joseph de Acosta, een 'erg hoge en erg mooi gebouwde' piramide met een trap met 80 treden, gewijd aan de 'heer van de bestemming'. Het fundament van deze tempel is gevonden onder het Antiguo Palacio del Arzobispado
    - Xipe Totec
    - 'Rode tempels', ten noorden van de Templo Mayor, gebouwd in een archaïsche 'neo-Teotihuacan stijl', gewijd aan Xochipilli-Macuilxochitl, de god van de zon, muziek en dans. Ze zijn gericht op het oosten (zonsopkomst), hebben muurschilderingen en er werden muziekinstrumenten geofferd, wat verband houdt met het begin van een nieuw tijdperk in het mythische Teotihuacan: de schepping van de Vijfde zon.
- calmecac (tempelscholen voor de edelen). De Huei Calmecac voor de edelen, was verbonden aan de tempel van Ehecatl-Quetzalcoatl. Quetzalcoatl, de legendarische heerser van Tula was de patroongod van de edelen. Dezes school was in 'neo-Tolteekse stijl' gebouwd.
- 'Huis van de Adelaars', gebouwd in neo-Tolteekse stijl, was de rituele grond voor het overdragen van de macht van de tlatoani (heerser) aan zijn opvolger
- het priesterkwartier, met huizen van priesters en oratoria (omsloten ruimten voor hoogwaardigheidsbekleders om te vasten en boete te doen),
- tlachtili (speelvelden voor het Azteekse balspel),
- twee tzompantli's, rekken waarop de schedels van de mensenoffers werden verzameld en tentoongesteld,
- momoztli (kleine rituele platforms zonder overdekte ruimten)
- tlachochcalco (wapenopslagplaatsen waar wapens heilige kracht ontvingen)
- yuopilcalca (tempels waar buitenlandse heersers verbleven die de grote ceremonies bijwoonden)
- rituele monolieten, zoals temalacatl, thecatl en cuauhxicalli (voor het offeren van dieren en mensen en het offeren van hun bloed en harten)
- bronnen en andere replica's van de heilige geografie (zoals een kleine, droge omgeving)

#### Templo Mayor
In het centrum van de stad bevond zich de 27 of 30 meter hoge Templo Mayor, een dubbele piramide gewijd aan de goden Huitzilopochtli (zon) en Tlaloc (water, vruchtbaarheid). Zij hadden elk een eigen trap die leidde naar een kapel op de top. In de tempel van Huitzilopochtli bevond zich het beroemde Coacalco (plaats van de ontmoetingsruimte), waar volgens Sahagúns informanten de goden van de overwonnen stadstaten gevangen werden gehouden.
De tempel was een symbolische herschepping van Coatepetl (slangenberg) bij Tula. Daar was Huitzilopochtli door zijn moeder Coatlicue op magische wijze uit een bal kostbaar vederdons verwekt. Coatepetl was voor de god een plaats van wedergeboorte en vernieuwing. De Grote Tempel heette Hueteocalli. Teocalli waren 'godenhuizen'. Het werd door latere heersers herbouwd en vergroot. Het werd pas in 1487 voltooid en bestond uit vier of vijf verdiepingen en telde 113 of 114 treden.
Op plateau IV is een ronde monoliet met een doorsnede van 3 meter gevonden, met de 'macabere' afbeelding van Coyolxauhqui ('versierd met ratels'), die door haar broer Huitzilopochtli onthoofd en in stukken was gehakt. Coyolxauhqui was de Azteekse maangodin, die samen met haar 400 'sterrenbroers', de Huitznahua, probeerde Huitzilopochtli en hun moeder te doden. Hun moeder was Coatlicue ('gewaad van slangen' of 'zij van de slangenrok'), de godin van de aarde en vruchtbaarheid. Een imposant beeld van haar werd in 1780 in Mexico-Stad gevonden. Huitzilopochtli verdreef haar sterrenbroers uiteen naar alle hoeken van het uitspansel. Deze kosmische strijd bereidde het universum voor op de schepping van de Vijfde Zon, het 'Mexica-wereldtijdperk'.

### Landbouwgebied
Landbouw werd bedreven door chinampa's in het meer aan te leggen en op te hogen tot terpen. Tussen deze "drijvende tuinen" werd het water van het meer hervormd tot een netwerk van kanalen, waarlangs maïs en andere groenten verbouwd werden. De waterstand werd beheerst middels een ingewikkeld systeem van dijken en sluizen. Op deze wijze schiepen de Azteken een bijzonder en rijk landbouwgebied. Een beeld van hoe dit eruitgezien moet hebben is te vinden in de wijk Xochimilco.

### Tuinen
Er waren tuinen met tropische bloemen, fonteinen en watervallen en ook zoölogische tuinen, waar door de adel dieren en vooral vogels werden gehouden.

### Opgravingen
Na 1521 werden de gebouwen van Tencochtitlan systematisch afgebroken. Archeologen komen zelden dieper dan de lagen uit de koloniale tijd. Daardoor is er weinig gevonden met betrekking tot de structuur en het functioneren van de oude stad. De enige uitzondering is het ceremoniële gebied of 'heilige omsloten ruimte' (Sacred Precinct) in het hart van de Mexicaanse hoofdstad. Hier was tussen 1325 en 1521 voortdurend gebouwd en gerenoveerd.
In 1978 kwamen tijdens een verbouwing op het centrale plein van Mexico-Stad de resten tevoorschijn van de Templo Mayor. De onverwachte ontdekking van de monoliet van de maangodin Coyolxauhqui op 21 februari 1978 gaf de aanzet tot  'Proyecto Templo Mayor'  van het Nationaal Instituut voor Antropologie en Geschiedenis, begonnen door professor Eduardo Matos Moctezuma. Doel is het religieuze, socio-politieke en economische leven van de keizerlijke hoofdstad te reconstrueren. Er zijn in 2021 acht lange perioden opgravingen geweest, drie door Moctezuma en vijf door Leonardo López Luján. Gedurende deze periode zijn 1,29 hectare onderzocht, ofwel niet minder dan 10,5% van de 12,24 hectaren van de Sacred Precinct en 0,1% van de 13,5 vierkante km dat het eiland moet hebben omspannen aan het begin van de 16e eeuw.
In 1991 werd het  'Programa de Arqueologia Urbana'  opgezet, geleid door Raúl Barrera Rodríguez om vondsten te redden ('rescue and recovery operations'). Er wordt onderzoek gedaan naar:
- de Templo Mayor
- het Huis van de Adelaars (Casa de las Águilas)
- de Templos Rojos
- de Huei Tlachco (hoofd balspelhof, 'main ball game court')
- de Calmecac of tempelschool waar de edelen onderwijs kregen in alle mogelijke gebieden van kennis
- de Tempel van Ehecatl, de windgod Quetzalcoatl
- de Huei Tzompantli, de palissade waar de schedels van de geofferden werden tentoongesteld.

De archeologische Zone van de Templo Mayor en de rest van het historische centrum van Mexico City is in 1987 door UNESCO in de World Heritage Sites ondergebracht.
Deze site is tegenwoordig toegankelijk voor het publiek; losse vondsten zijn deels te zien in het Templo Mayor Museum, ernaast.